# Igrejas da Paz em Jawor e Swidnica
A Igreja da Paz de Jawor é um dos mais notáveis monumentos da Silésia. Desde 2001 inscrita como Patrimônio Mundial da UNESCO. O Tratado de Westfália (1648) concedeu aos protestantes da Silésia o direito a construirem três igrejas: em Głogów, Jawor e Świdnica. A condição seria de que fossem construídas em madeira e sem se utilizar pregos, e que ainda estivessem localizadas fora dos confins das cidades.
A igreja de Jawor foi construída durante os anos 1654-1655 segundo os planos do arquiteto Breslau Albrecht von Saebisch. Tem 43,5m de largura, 14m de comprimento e 15,7m de altura, com aproximadamente 1180m2 de superfície e capacidade para aproximadamente 5.500 pessoas. As pinturas são de George Flegel que as realizou durante a década de 1670. Os motivos tem relação com a Bíblia, em sua maioria. O púlpito de 1670 é obra de mateo Knot, de Legnica. O altar é obra de Martin Schneider. O primeiro órgão, foi construído em 1664, por J. Hoferichter. Com defeito, foi substituído nos anos 1855-1856 por um novo órgão, de Adolfo Alexandre Lummert. Foi restaurado em 1899, 1937 e 2002. O campanário foi adicionado nos princípios do Século XVIII.
Agora, a comunidade protestante de Jawor é de somente 40 pessoas, razão pela qual a igreja se mantem com apoio financeiro da Alemanha. 